# Рыбацкий мост
Рыба́цкий мост —  балочный мост через реку Славянку в Невском районе Санкт-Петербурга.

## Расположение
Расположен в устье реки Славянки, соединяет Рыбацкий проспект и новую трассу Славянской улицы в Рыбацком. Рядом с мостом расположен дом Слепушкина, памятник культуры регионального значения. Ближайшая станция метрополитена (1,8 км) — «Рыбацкое». Выше по течению расположен Славянский мост.

## Название
Мост, существовавший на этом месте с 1820-х годов, в 1839 году получил название Усть-Славянский. Существующее название известно с 1960-х годов и произошло от названия исторического района Рыбацкое, однако официально было присвоено только в 1997 году.

## История
Мост в устье Славянки показан на карте 1817 года. Мост был деревянным многопролётным и неоднократно ремонтировался. В годы блокады он был разобран. В 1957 году по проекту инженера «Ленгипродортранса» Н. К. Пенионжкевича построен существующий пятипролётный мост.
К 2000 году мост полностью исчерпал свой ресурс и был закрыт для движения автотранспорта, но продолжал использоваться как пешеходный. В 2018—2019 годах ООО «ФУНДАМЕНТСТРОЙ» разработало проект капитального ремонта моста. В конце октября 2020 года проект получил положительное заключении экспертизы. Капитальный ремонт моста проведен в 2022—2023 годах Группой компаний «Возрождение». Мост был открыт для движения автотранспорта в конце октября 2023.

## Конструкция
Мост пятипролётный балочно-разрезной системы. Средний пролёт перекрыт металлическим пролётным строением с продольными и поперечными связями. Крайние пролёты перекрыты железобетонными балками таврового сечения, объединённые монолитными швами по плите. Устои и промежуточные опоры из монолитного железобетона, на свайном основании. Длина моста 139,5 м, ширина — 16,1 м.
Покрытие проезжей части и тротуаров — асфальтобетон. Перильное ограждение металлическое сварное, на устоях завершается железобетонными парапетами.

## Галерея
- Рыбацкий мост после реконструкции 2023 года
- Рыбацкий мост после реконструкции 2023 года
- Рыбацкий мост после реконструкции 2023 года
- Рыбацкий мост после реконструкции 2023 года
- Рыбацкий мост до реконструкции
- Рыбацкий мост до реконструкции
- Рыбацкий мост до реконструкции